# Annette Schwarz (Pornodarstellerin)

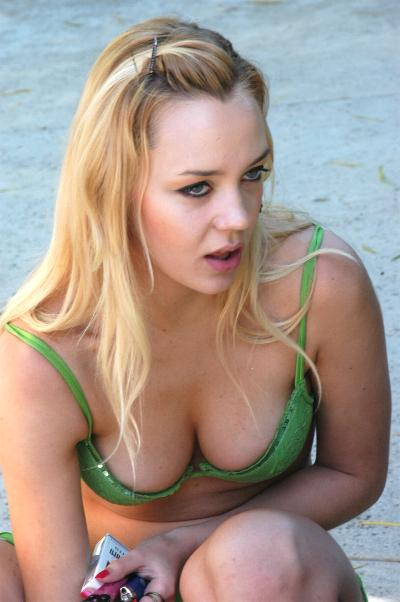
Annette Schwarz (2006)

Annette Schwarz (* 26. März 1984 nahe Mainz; bürgerlich Annette Schönlaub) ist eine ehemalige deutsche Pornodarstellerin.

## Karriere
Schwarz begann ihre Karriere im Alter von 18 Jahren, als sie nach München zog. Erste Bekanntheit erlangte sie durch ihr Mitwirken in rund 30 Filmen des Produzenten John Thompson. Parallel absolvierte sie eine Ausbildung zur Krankenpflegehelferin. 2005 begann sie auch für ausländische Produktionsgesellschaften wie Private, Evil Angel, Red Light District oder Kink zu arbeiten, so spielte sie unter anderem in der Fortsetzung von The Fashionistas des Regisseurs John Stagliano und in Furious Fuckers – Final Race mit. Zwischen 2006 und 2010 leitete sie unter dem Namen Le Big Fuck eine eigene Produktionsgesellschaft, für die sie exklusiv als Darstellerin und Produzentin tätig war. 2011 folgte ihre erste Regiearbeit für den Film Fairly Abused. Das Männermagazin Penthouse nahm sie in der Novemberausgabe 2013 in seine Liste Dirty Dozen auf.
Annette Schwarz ist 1,82 m groß, hat blaugrüne Augen und blonde Haare. Sie stand mittlerweile in mindestens 250 Filmen vor der Kamera.
Seit Ende 2014 sind ihre früheren Homepages AnnetteSchwarz.com und TotallyAnnette.com aus dem Internet verschwunden.

## Filmografie (Auswahl)
- 2006: Service Animals 24
- 2006: Slutty and Sluttier 1, 3 und 6
- 2006: Fishnets 4
- 2007: Fashionistas Safado: Berlin
- 2007: Evil Anal 3
- 2007: Girlvana 3
- 2007: Furious Fuckers – Final Race
- 2007: Massive Asses 2
- 2007: Annette Schwarz is Slutwoman
- 2008: Annette Schwarz is Slutwoman 2
- 2009: Annette Schwarz – Ein schwanzgeiles Biest

## Auszeichnungen
- 2008: Adam Film World Guide Award als Female Performer Of The Year
- 2008: AVN Award für Best Group Sex Scene – Video in „Fashionistas Safado: Berlin“ (zusammen mit Sintia Stone, Judith Fox, Vanessa Hill und Rocco Siffredi)[1]
- 2008: XRCO Award als Superslut
- 2009: AVN Award für Best Oral Sex Scene in „Face Fucking Inc. 3“[2]

## In der Kultur
Das Gedicht „Der Traum von Annette“ des russischen Dichters Anton Nechaev ist Annette Schwarz gewidmet.